# 1876 год в музыке

## События
- 24 февраля — премьера сюиты «Пер Гюнт» Эдварда Грига[1]
- 8 апреля — премьера оперы «Джоконда» Амилькаре Понкьелли на либретто Арриго Бойто в театре Ла Скала, Милан[2]
- 13 мая — премьера обновлённой оперы «Мефистофель» Арриго Бойто в Венеции
- 17 мая — Антонин Дворжак публикует «Моравские дуэты»[3]
- 16 августа — премьера оперы «Зигфрид» Рихарда Вагнера на Байрейтском фестивале[4]
- 17 августа — премьера оперы «Гибель богов» Рихарда Вагнера на Байрейтском фестивале
- 7 ноября — премьера оперы «Поцелуй» Бедржиха Сметаны, Прага

## Классическая музыка
- Иоганнес Брамс — Симфония № 1 до-минор
- Антон Брукнер — Симфония № 5
- Шарль Мари Видор — Симфонии для органа № 1-3, опус 13
- Бенжамен Луи Поль Годар — «Романтический концерт»
- Эдвард Григ — «В пещере горного короля»
- Эмиль Пессар — «Гимн миру».
- Бедржих Сметана — струнный квартет ми-минор «Из моей жизни»
- Пётр Чайковский — фортепианный цикл «Времена года»; Славянский марш; Струнный квартет № 3; симфоническая поэма «Франческа да Римини»

## Опера
- Луиджи Денца — «Валленштейн»
- Амилькаре Понкьелли — «Джоконда»

## Персоналии

### Родились
- 12 января
  - Эрманно Вольф-Феррари (ум. 1948) — итальянский и немецкий композитор
  - Анни Крулл[англ.] (ум. 1947) — немецкая оперная певица (сопрано)
- 19 января — Розина Сторкио (ум. 1945) — итальянская оперная певица (сопрано)
- 29 января
  - Хевергел Брайан (ум. 1972) — британский композитор
  - Лудольф Нильсен[англ.] (ум. 1939) — датский композитор, скрипач, дирижёр и пианист
- 4 февраля — Виктор Врёльс (ум. 1944) — бельгийский композитор, скрипач, дирижёр и педагог
- 22 февраля — Джованни Дзенателло (ум. 1949) — итальянский и американский оперный певец (тенор), вокальный педагог и импресарио
- 28 февраля — Джон Алден Карпентер[англ.] (ум. 1951) — американский композитор
- 11 марта — Карл Рагглз (ум. 1971) — американский композитор, художник, педагог и общественный деятель
- 2 июня — Хакон Бёрресен[дат.] (ум. 1954) — датский композитор
- 5 июля — Уилл Кобб[англ.] (ум. 1930) — американский поэт-песенник и композитор
- 16 августа
  - Флорри Форде[англ.] (ум. 1940) — австралийская певица и артистка эстрады
  - Карл Хошна[англ.] (ум. 1911) — американский композитор чешского происхождения
- 1 сентября — Иван Вульпе (ум. 1929) — болгарский оперный певец (бас) и педагог
- 15 сентября — Бруно Вальтер (ум. 1962) — немецкий и американский оперный и симфонический дирижёр и пианист
- 23 ноября — Мануэль де Фалья (ум. 1946) — испанский композитор и музыкальный критик
- 30 ноября — Михаил Савояров (ум. 1941) — русский и советский автор-куплетист, композитор, поэт, шансонье и мим-эксцентрик
- 11 декабря — Мечислав Карлович (ум. 1909) — польский композитор и дирижёр

### Скончались
- 28 февраля — Раймондо Бушерон (75) — итальянский композитор и музыковед
- 5 марта
  - Мари д’Агу (70) — французская писательница, фактическая жена Ференца Листа и мать троих его детей
  - Франческо Мария Пьяве (65) — итальянский либреттист и оперный режиссёр
- 28 марта — Йозеф Бём (81) — австрийский скрипач и музыкальный педагог
- 19 апреля — Сэмюел Себастьян Уэсли[англ.] (65) — британский органист и композитор
- 28 июня — Август Вильгельм Амброс (59) — австрийский музыкальный историк, критик, композитор, пианист и педагог
- 29 августа — Фелисьен Сезар Давид (66) — французский композитор
- 9 сентября — Мэри Шоу[англ.] (61 или 62) — британская оперная певица (контральто)
- 30 сентября — Анри Бертини[фр.] (77) — французский пианист и композитор
- 8 ноября — Антонио Тамбурини (76) — итальянский оперный певец (баритон)
- 9 ноября — Эдуар Батист[фр.] (56) — французский органист и композитор
- 3 декабря — Герман Гётц (35) — немецкий композитор
- 14 декабря — Джордж Фредерик Андерсон[англ.] (83) — британский скрипач, Мастер королевской музыки